# Marcos Górriz
Marcos Aurelio Górriz Bonhora (Barcellona, 4 marzo 1964) è un ex tennista spagnolo.

## Carriera
Ottenne il suo best ranking in singolare il 19 ottobre 1992 con la 88ª posizione, mentre nel doppio divenne il 22 luglio 1991, il 73º del ranking ATP.
Vinse, in carriera, un torneo del circuito ATP in doppio, su un totale di tre finali disputate; ciò avvenne nel 1991 a Genova nell'Hypo Group Tennis International, in coppia con il venezuelano Alfonso Mora. In finale superarono la coppia italiana formata da Massimo Ardinghi e Massimo Boscatto con il punteggio di 5-7, 7-5, 6-3. L'anno precedente uscì, invece, sconfitto nelle finali degli Internazionali di Tennis di San Marino, in coppia con il connazionale Jordi Burillo e dell'ATP Itaparica, con Tomás Carbonell.
Nel circuito ATP Challenger Series, vinse, inoltre, quattro tornei in singolare e sei in doppio.

## Statistiche

### Tornei ATP

#### Doppio

##### Vittorie (1)
| Legenda                                              |
| Grande Slam (0)                                      |
| ATP World Tour Finals (0)                            |
| ATP Super 9 / ATP Masters Series (0)                 |
| ATP Championship Series / ATP International Gold (0) |
| ATP World Series / ATP International Series (1)      |

| Numero | Data           | Torneo                                  | Superficie  | Compagno     | Avversari in finale               | Punteggio     |
| 1.     | 17 giugno 1991 | Hypo Group Tennis International, Genova | Terra rossa | Alfonso Mora | Massimo Ardinghi Massimo Boscatto | 5-7, 7-5, 6-3 |

##### Sconfitte in finale (2)
| Legenda                                              |
| Grande Slam (0)                                      |
| ATP World Tour Finals (0)                            |
| ATP Super 9 / ATP Masters Series (0)                 |
| ATP Championship Series / ATP International Gold (0) |
| ATP World Series / ATP International Series (2)      |

| Numero | Data            | Torneo                                             | Superficie  | Compagno        | Avversari in finale          | Punteggio     |
| 1.     | 20 agosto 1990  | Internazionali di Tennis di San Marino, San Marino | Terra rossa | Jordi Burillo   | Vojtěch Flégl Daniel Vacek   | 1-6, 6-4, 6-7 |
| 2.     | 5 novembre 1990 | ATP Itaparica, Itaparica                           | Cemento     | Tomás Carbonell | Mauro Menezes Fernando Roese | 6-7, 5-7      |

### Tornei minori

#### Singolare

##### Vittorie (4)
| Legenda tornei minori |
| Challenger (4)        |
| Futures (0)           |

| Numero | Data           | Torneo                          | Superficie  | Avversario in finale | Punteggio        |
| 1.     | 6 agosto 1990  | Knokke Challenger, Knokke-Heist | Terra rossa | Josef Čihák          | 7-5, 2-6, 6-1    |
| 2.     | 3 giugno 1991  | Schickedanz Open, Fürth         | Terra rossa | Dmitrij Poljakov     | 6-2, 3-0, ritiro |
| 3.     | 19 agosto 1991 | IPP Trophy, Ginevra             | Terra rossa | Dinu Pescariu        | 6-3, 6-2         |
| 4.     | 17 giugno 1996 | Kosice Challenger, Košice       | Terra rossa | Dominik Hrbatý       | 6-4, 6-3         |

#### Doppio

##### Vittorie (6)
| Legenda tornei minori |
| Challenger (6)        |
| Futures (0)           |

| Numero | Data             | Torneo                               | Superficie  | Compagno           | Avversari in finale              | Punteggio     |
| 1.     | 20 marzo 1989    | Vilamoura Challenger, Vilamoura      | Cemento     | Borja Uribe        | Simone Colombo David Felgate     | 6-1, 3-6, 7-6 |
| 2.     | 3 settembre 1990 | Hossegor Challenger, Soorts-Hossegor | Terra rossa | Marcelo Ingaramo   | Eduardo Bengoechea Eduardo Masso | 7-5, 6-2      |
| 3.     | 8 aprile 1991    | Parioli Challenger, Roma             | Terra rossa | Andrej Ol'chovskij | Martin Damm David Rikl           | 7-5, 2-6, 6-2 |
| 4.     | 3 giugno 1991    | Schickedanz Open, Fürth              | Terra rossa | Maurice Ruah       | Jamie Morgan Sandon Stolle       | 6-2, 6-4      |
| 5.     | 15 luglio 1991   | Tampere Open, Tampere                | Terra rossa | Tomás Carbonell    | David Adams Andrej Ol'chovskij   | 6-4, 6-2      |
| 6.     | 11 luglio 1994   | Ostend Challenger, Ostenda           | Terra rossa | Libor Pimek        | Jeff Belloli Martin Zumpft       | 7-6, 2-6, 6-4 |